# Tullio Vinay
Tullio Vinay (La Spezia, 13 maggio 1909 – Roma, 2 settembre 1996) è stato un pastore protestante, teologo e politico italiano.

## Biografia
Figlio di un insegnante, Vinay (pastore valdese e teologo, oltre che uomo politico) è cresciuto a Trieste e a Torre Pellice. Ha studiato teologia a Roma presso la Facoltà valdese di teologia e a Edimburgo. Appena consacrato, dal 1934 al 1946 è stato pastore della chiesa valdese di Firenze. Durante questo periodo esplica un'intensa attività antifascista e riesce a salvare diverse decine di ebrei, che nascose in un appartamento segreto della sede valdese di Via Manzoni. Nel 1982 fu riconosciuto, dal governo israeliano, Giusto tra le nazioni, e non mancò di criticare la politica del governo dello stato di Israele nei confronti dei palestinesi.
Nel 1946 Vinay lasciò il suo incarico nella chiesa valdese fiorentina e l'anno successivo fondò a Prali il centro ecumenico Agape grazie al lavoro di giovani provenienti da tutta Europa. Agape è un centro di incontro per giovani di diversi paesi e fedi religiose, un centro profetico (nel 1947 era ben da venire l'ecumenismo) in cui si vive e si lavora insieme. Lo scopo di questo centro fu così sintetizzato dal suo fondatore: "Agape è un luogo dove le persone si incontrano e trascorrono un breve periodo di convivenza comune alla ricerca dell'amore fraterno". Architetto della struttura fu il suo amico Leonardo Ricci. Quando domandarono a Vinay quando nacque l'idea di fondare questo centro, egli rispose: "Quando abbiamo scoperto, con stupore e sorpresa, che Dio ci ama".
Nel 1961 accettò di svolgere il suo ministero pastorale in Sicilia dove, nella cittadina di Riesi, fondò il centro "Servizio Cristiano" per venire incontro alla miseria economica, sociale e morale della popolazione locale e per creare un avamposto contro lo strapotere della mafia. Oggi il Servizio Cristiano di Riesi si compone di un asilo, una scuola elementare, una foresteria, di un Centro Socio-Sanitario (inizialmente Consultorio Familiare) e di un centro di consulenza agricolo. Originariamente aveva trovato posto anche una scuola professionale. Il Servizio Cristiano, così come Agape, è stato progettato e realizzato dall'architetto Leonardo Ricci e, dal 2009, è riconosciuto bene di interesse culturale con apposito decreto da parte della Regione Siciliana.
Nel 1973, su richiesta di Amnesty International e del Comitato di Liberazione dei Prigionieri Politici del Sud Vietnam, Vinay, insieme con il prete cattolico-romano Enrico Chiavacci di Pax Christi e travestito da prete cattolico lui stesso, effettuò in Vietnam del Sud una pericolosa inchiesta clandestina e raccolse una vasta documentazione con la quale, poi, denunciò in tutto il mondo la disumana condizione dei prigionieri e di chiunque si opponesse al regime appoggiato dagli Stati Uniti d'America. Vinay raccolse e diffuse la sua testimonianza nel volume Ho visto uccidere un popolo. Sud Vietnam: tutti devono sapere (Claudiana, 1974).
Dal 1976 al 1983 fu Senatore della Repubblica, eletto come indipendente nelle liste del Partito Comunista Italiano.
A Firenze, in via Manzoni n. 21, si trova una lapide a lui dedicata, che recita:
| IN QUESTO LUOGO TULLIO VINAY 1909 - 1996 PASTORE VALDESE - SENATORE DELLA REPUBBLICA SVOLSE IL SUO MINISTERO DAL 1934 AL 1948 PREDICANDO L'EVANGELO, SALVANDO EBREI DURANTE LE PERSECUZIONI RAZZIALI OPERANDO PER LA RICONCILIAZIONE DEI POPOLI NEL PRIMO DOPOGUERRA, REALIZZANDO OPERE INNOVATIVE ED IMPEGNANDOSI PER TESTIMONIARE SEMPRE E OVUNQUE L'AMORE DI CRISTO. FIRENZE 13 MAGGIO 2009 |